# Saxeville
Saxeville – miasto w Stanach Zjednoczonych, w stanie Wisconsin, w hrabstwie Waushara.